# Oberamt Lautern

Kurpfälzische Oberämter,
9 = Oberamt Lautern

Das Oberamt Lautern war einer von 19 kurpfälzischen Verwaltungs- und Gerichtsbezirken in der Westpfalz. Es bestand bis zum Ende des 18. Jahrhunderts.

## Geographie
Folgende Ortschaften gehörten dem Oberamt an:
Einöllen
Enkenbach
Geiselberg
Heltersberg
Hochspeyer
Hohenecken
Kaiserslautern
Katzweiler
Niedermohr
Otterberg
Ramstein
Amt Rockenhausen (Gehrweiler, Gundersweiler, Imsweiler, Katzenbach, Mannweiler, Marienthal, Rockenhausen, Ruppertsecken, Würzweiler)
Schmalenberg
Schopp
Waldfischbach
Weilerbach
Wolfstein